# Оперативный план «Кэцу»
Оперативный план «Кэцу» — японский оперативный план обороны Японских островов во время Второй мировой войны. Составленный в марте 1945 года, заменил «Оперативный план „Тэн“». После подписания императором Японии акта о капитуляции 2 сентября 1945 года, план перестал действовать.

## Предыстория
После падения островов Иводзима и Окинава последняя линия обороны Японии была прорвана. Войска США завершили организацию блокады Японских островов. Японское командование понимало, что войска США будут атаковать Японские острова. Вероятным местом нападения являлась южная часть острова Кюсю и район острова Хонсю. План «Кэцу» был разработан в марте 1945 года и действовал до конца обороны Японской империи.

## Цели и задачи

### Цель
Оперативные цели плана «Кэцу» заключались в следующем
1. Использовать все возможности для обороны островов. Проводить активные противодействия противнику.
2. Приложить все доступные усилия для укрепления обороны важных районов.

### Задачи
Задачи, которые предстояло выполнить по плану, заключались в следующем
1. Укрепить районы возможного вторжения войск противника. Обеспечить оборону важнейших бухт и проливов. Предпринять оперативные меры по обеспечению безопасности наземных коммуникаций.
2. Сосредоточить все подвижные силы, чтобы атаковать силы противника, предпринявших попытку высадки на побережье.
3. Массово проводить атаки смертников[2].
4. Организация эвакуации из возможных мест высадки противника государственных учреждений. Принять все возможные меры для сохранения и увеличения боевой мощи.
5. Принять все меры по обеспечению взаимодействия авиации и флота.
6. Ускорить проведение противовоздушных и противолодочных операций.
7. Провести серию рейдов на Марианские острова, остров Иводзима и Окинава с целью нейтрализовать авиабазы противника на этих островах.

## Дислокация сил
Дислокация японских сил по плану должна быть следующей.

### Военно-морские силы
Все корабли рассредотачивались по базам в метрополии. Основная часть флота должна была находиться в Курэ.

### Военно-воздушные силы
Вся оставшиеся армейская и морская авиация, включая учебные самолеты, были выделены для обеспечения воздушной обороны Японских островов. Основная часть самолетов были смертниками. Армейская авиация, состоящая из 1, 5 и 6-й воздушных армий, имела приблизительно 3200 самолетов всех типов. Авиация военно-морских сил могла выставить к борьбе с противником около 5200 самолетов всех типов. В основном она базировалась на аэродромах Японских островов, в Китае и Корее.